# Emilio Ferrer Gisbert
Emilio Ferrer Gisbert (Valencia 1876-1927) fue un arquitecto valenciano de principios del siglo XX.

## Biografía
Desarrolló su carrera profesional en Valencia, construyendo diversos edificios de estilo modernista valenciano. También fue arquitecto municipal de la ciudad de Alcira.

## Obras
- Almacén de los hermanos Peris Puig, en Alcira, 1912.
- Edificio Chapa, en Valencia, junto con Antonio Martorell Trilles, 1916.[2][3]
- Garaje en la calle Isabel la Católica de Valencia, 1920.[4]